# Donnant Donnant
Donnant Donnant ist eine französische Filmkomödie von Isabelle Mergault aus dem Jahr 2010.

## Handlung
Constant wurde zu elf Jahren Gefängnis verurteilt, weil er bei der Jagd einen Bankier erschossen hat. Zwar behauptet er, unschuldig zu sein, weil sich der Schuss von allein gelöst hatte, doch reicht es seiner Frau: Sie trennt sich von ihm, weil sie während seiner Haftzeit einen anderen Mann kennengelernt hat. Kurz darauf wird Constant mit einem Schlaganfall in ein Krankenhaus eingeliefert. Mühsam lernt er wieder sprechen und lesen. Im Gefängnis sieht er einen Film, in dem zwei Inhaftierten die Flucht gelingt, weil sie ihren Wärter mit dem zersplitterten Hals einer Flasche bedrohen. Constant macht es ihnen nach, kann so eine Krankenschwester überwältigen und schließlich im Krankenhausleibchen fliehen. Er bricht bei einer alten Frau ein, die glaubt, er sei aus Angst vor einer Operation aus dem Krankenhaus geflohen. Von ihr erhält er Kleidung und gelangt schließlich als blinder Passagier eines Autotransports in ein kleines Dorf, wo er in einem abgewrackten Hausboot unterkommt. Hier entdeckt ihn am nächsten Morgen die junge Silvia, als sie mit ihrem Hund Gassi geht. Silvia erkennt ihn als geflohenen Sträfling wieder, haben die Nachrichten doch kurz zuvor von seiner Flucht berichtet. Sie will zunächst die Polizei rufen, entscheidet sich dann jedoch um. Sie macht Constant ein Angebot: Wenn er ihre Adoptivmutter Jeanne umbringt, lässt sie ihn gehen, ohne die Polizei zu informieren. Jeanne ist seit dem Tod ihres Mannes Paolo depressiv und will sterben. Silvia wiederum sehnt ihren Tod herbei, weil sie mit der Erbschaft endlich nach Paris gehen und dort ein Klavierstudium beginnen könnte. Seit Jahren verdient sie sich ihr Geld stattdessen mit dem Unterrichten der unmusikalischen Dorfjugend. Notgedrungen stimmt Constant Silvias Plan zu. Die wiederum stellt ihn im Dorf als finnischen Maler vor, der kein Wort Französisch spricht und nach einem falschen Gedankengang Silvias zudem auf den Namen „Paolo“ hört.
Constant soll Jeanne auf ihrem täglichen Weg zum Friedhof ermorden. Nach einigem Überlegen entscheidet sich Constant auf Silvias Drängen hin auf Totschlag mit einem Hammer. Er schafft es jedoch nicht, Jeanne zu erschlagen. Stattdessen beobachtet er, wie sie am Grab ihres Mannes ein Akkordeon holt, zu spielen beginnt und sich später mit dem umgeschnallten Akkordeon von einer Brücke in den tiefen Fluss stürzt. Reflexartig springt Constant hinter ihr her und zieht sie aus dem Wasser. Dank Mund-zu-Mund-Beatmung kann er sie reanimieren und sie verliebt sich auf den ersten Blick in ihn. In den Folgetagen blüht Jeanne auf, färbt sich ihr weißes Haar rot und kleidet sich jugendlich. Um Silvia von einer Anzeige bei der Polizei abzuhalten, verspricht Constant ihr, das Geld für ihr Leben in Paris auch so zu besorgen. Über Silvia lädt Jeanne Constant zum Abendessen ein. Hier beichtet er ihr, dass er französisch spricht, weil er es in Finnland gelernt habe. Der Abend verläuft mit mehreren Verführungsversuchen, die von Jeanne ausgehen. Am Ende deutet Constant an, dass sie beide nur zusammenleben könnten, wenn Silvia nicht mehr im Dorf leben würde. Mit 30.000 Euro könnte sie nach Paris gehen. Am nächsten Tag erhält die verblüffte Silvia von Jeanne nicht nur 30.000 Euro, sondern auch die nächsten Zugverbindungsmöglichkeiten nach Paris. Silvia ist vor den Kopf gestoßen, hat sie doch das Gefühl, dass ihre Mutter sie vor die Tür setzt. Es kommt auch zum Streit mit Constant, der nicht versteht, warum sie unzufrieden ist. Tatsächlich hat sich Silvia jedoch in Constant verliebt. In ihrer Wut macht sie sich über seine vom Schlaganfall herrührenden Sprachschwierigkeiten lustig, und er packt wütend seine Sachen und geht. An einer Haltestelle auf dem Land bemerkt er ein hohes Polizeiaufkommen und kehrt ins Dorf zurück. Erst jetzt gesteht er Silvia, dass er sie, und nicht ihre Mutter liebt.
Jeanne renoviert mit den Dorfbewohnern das Hausboot, während Silvia und Constant ihre gemeinsame Flucht aus dem Dorf planen. Eines Tages sieht Jeanne in der Zeitung ein Fahndungsfoto von Constant und weiß nun, dass ihr Paolo ein gesuchter Krimineller ist. Die Witwe des Bankiers, den Constant einst erschossen hatte, setzt zudem eine Belohnung von 200.000 Euro auf die Ergreifung von Constant aus. Zufällig erfährt Jeanne von den Fluchtplänen von Silvia und Constant, die nicht nach Paris, sondern nach Berlin fahren wollen. Sie alarmiert heimlich die Polizei, die Constant am Bahnhof von Menyville festnimmt. Er glaubt, Silvia habe ihn für das Geld verraten. Er ignoriert ihre Besuche und ihre Briefe, die ein Zellennachbar als Kissenfüllung erhält. Jeanne empfängt er hingegen im Gefängnis und gesteht ihr eines Tages, dass er Silvia liebte und glaubt, dass er sie verraten hat. Er erkennt jedoch schnell, dass Jeanne ihn verraten hat, weiß sie doch, dass beide nach Berlin fliehen wollten. Einige Zeit später kommt Constant vorzeitig aus dem Gefängnis frei, weil er durch die Rettung von Jeanne Strafmilderung erhalten hat. Er weiß von Jeanne, dass Silvia in Paris als Hotelpianistin arbeitet. In der Folgezeit sucht er alle Hotels der Stadt ab, bis er sie schließlich findet. Er lässt über einen Kellner einen Liedwunsch überbringen – ein Stück, das Silvia auch in ihrem Dorf immer gespielt hat. Während sie spielt, kommt Constant langsam zu ihr und beide strahlen sich glücklich an.

## Produktion

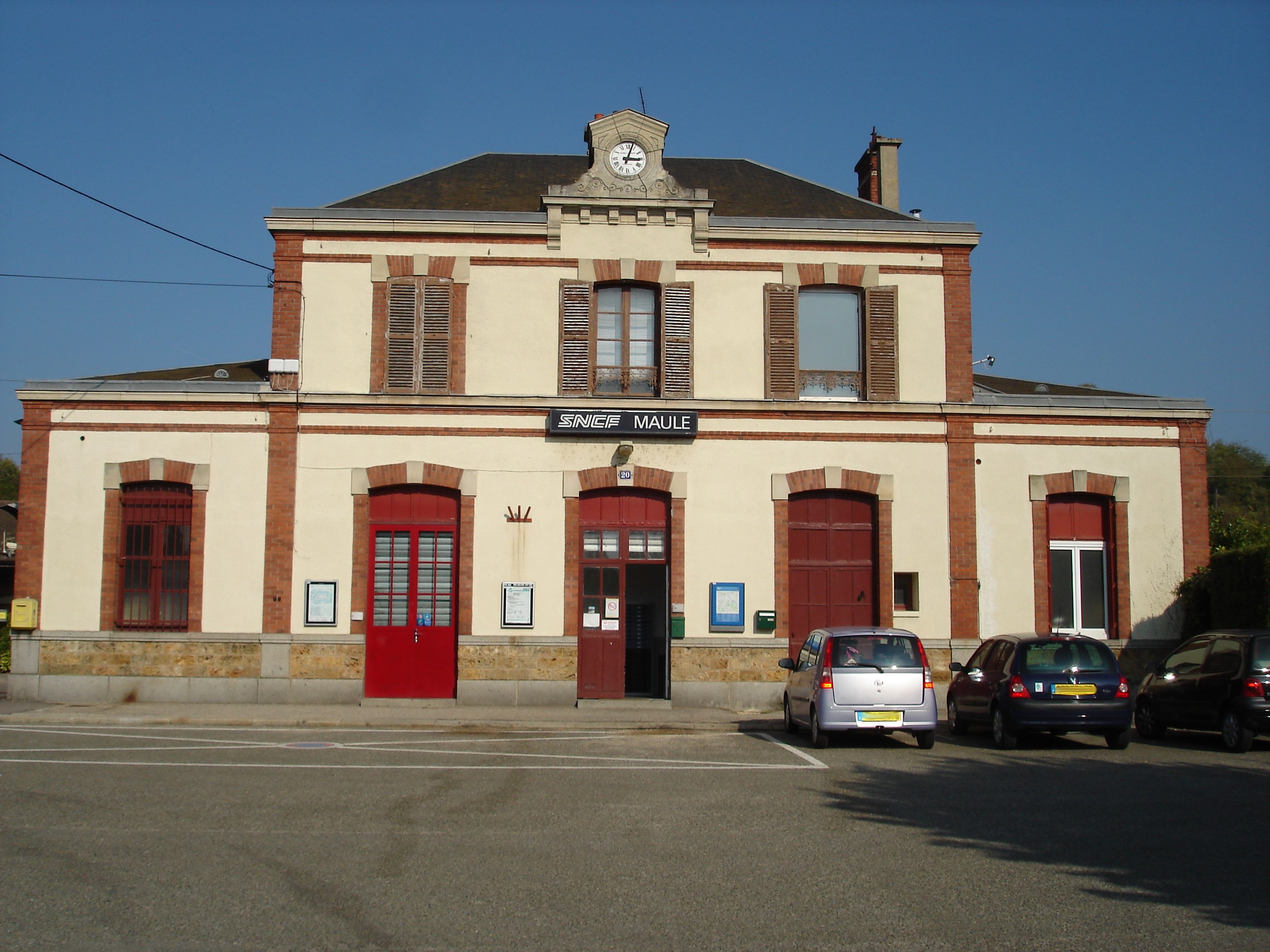
Bahnhof von Maule, ein Drehort des Films

Donnant Donnant wurde vom 18. August bis 30. November 2009 unter dem Arbeitstitel Un homme très recherché in Paris und der Region Île-de-France, darunter vor allem in Château-Landon (Hausbootszenen) sowie in Souppes-sur-Loing, Saint-Maur-des-Fossés, Corbeil-Essonnes und Neauphle-le-Château, gedreht. Der Bahnhof von Menyville, in dem Constant verhaftet wird, ist in Wirklichkeit das Bahnhofsgebäude von Maule. Die Kostüme stammen von Charlotte Betaillole, das Szenenbild schuf Maamar Ech-Cheikh. Die Produktionskosten beliefen sich auf rund 12 Millionen Euro.
Der dritte Film von Regisseurin Isabelle Mergault kam am 6. Oktober 2010 in die französischen Kinos, wo er von 503.394 Besuchern gesehen wurde. Er erschien im Februar 2011 in Frankreich auf DVD. In Deutschland ist er bisher (Stand Dezember 2013) nicht erschienen.
Der Titel Donnant Donnant bezieht sich auf eine französische Redewendung, die im Deutschen in etwa mit dem Ausdruck „Wie du mir, so ich dir“ übersetzt werden kann.

## Kritik
Donnant Donnant erhielt überwiegend negative Kritik. L’Express bezeichnete den Ausgangspunkt der Handlung – ein Mann stimmt der Tötung einer Frau zu, um nicht an die Polizei verraten zu werden – als idiotisch und nannte es unverständlich, wie Gaumont für ein derart lächerliches Szenario Geld geben konnte. Regisseurin Isabelle Mergault erzähle keine Geschichte, sondern verliere sich in der Darstellung nervtötender Banalitäten. Premiere befand, dass sich Regisseurin Mergault mit Donnant Donnant den (schlechten) Werken Jean Beckers annähere und süßliche Provinzatmosphäre, typische französelnde Charaktere und eine leidenschaftslose Dramaturgie im Film vereine. Telerama nannte den Film einen Unfall; er bestehe vor allem aus schwer bekömmlichem Witz und unwahrscheinlichen Geschehnissen.
Libération lobte den Film als Comeback von Daniel Auteuil und Versöhnung mit dem Schauspieler, merkte jedoch an, dass der Film als Thriller-Romanze auch über Auteuils Leistung hinaus überzeuge.